# Trichechidae
Se denominan triquéquidos (Trichechidae) a los integrantes de una de las familias de mamíferos acuáticos en que está dividido el orden de los sirénidos. De los géneros en que está compuesta, solo uno posee representantes vivientes, los que se distribuyen en aguas subtropicales y tropicales de América y África; todas las especies ubicadas en los restantes géneros se han extinguido.

## Taxonomía
Descripción original
Esta familia fue descrita originalmente en el año 1821 por el naturalista, curador, botánico, briólogo, algólogo, zoólogo, micólogo, inglés John Edward Gray. Su género tipo es Trichechus, el cual había sido descrito en el año 1758 por el científico, naturalista, botánico y zoólogo sueco Carlos Linneo.
Etimología
Etimológicamente, el término “Trichechidae” deriva del de su género tipo, Trichechus, nombre que se construye con palabras del griego antiguo, en donde: θρίξ ("thríx") significa ‘pelo’ y ἔχω ("ékhō") es ‘tener’, haciendo referencia a las cerdas que estos animales poseen esparcidas sobre su cuerpo.

### Subdivisión
Esta familia está subdividida en varios géneros: 
- Anomotherium Siegfried, 1965[4]
- Miosiren Flower, 1874[5]
- Potamosiren Reinhart, 1951[6]
- Ribodon Ameghino, 1883[7]
- Trichechus Linnaeus, 1758[3]

## Distribución y hábitat
El único género que ha sobrevivido, Trichechus, posee integrantes en África Occidental y en la parte cálida y atlántica de América, desde el estado de Florida por el norte hasta la Amazonia por el sur. Sus especies viven en ríos de aguas cálidas, estuarios y aguas marinas costeras. Se alimentan de vegetales acuáticos.
Mediante el registro fósil se constató que esta familia tuvo una distribución mucho más amplia de la que ocupa el único género con representantes vivientes, habiéndose exhumado representantes desde la Argentina por el sur, hasta Nueva Jersey, Inglaterra y Alemania por el norte.